# 模拟人生2 休闲时光
《模拟人生2 休闲时光》是电脑游戏模拟人生2系列的第七个资料片，发行于2008年2月22日。该篇新增了五个职业：舞蹈、情报学、海洋学、娱乐、建筑，和十个嗜好：健身、烹饪、音乐/舞蹈、体育、自然、科学、电影/文学、游戏、修修补补、艺术/工艺品。

## 興趣
《模拟人生2 休闲时光》資料片中新增十項熱衷興趣，各種興趣分別帶給玩家不同的好處，全新的互動指令，還可以進入秘密用地－加入會員俱樂部。點選與特別熱衷興趣的相關互動物品或活動指令，來提升興趣的熱衷程度達到超凡境界。

### 藝術與工藝
藝術與工藝興趣培養以創造藝術活動為主，例如繪畫，和新增的兩項獎章：製陶術和縫紉術。此外另有孩童活動桌，可供孩童和兒童繪畫和堆積木，來提升藝術與工藝的興趣。

### 烹飪
親自料理食物、觀看美食台或是餐廳用餐都是烹飪興趣的相關活動，提升烹飪興趣可招待新的美食併盤：洋芋片、起司和開胃菜併盤。另外市民現在可以提交食物來參加美食競賽，新的花蜜果汁台也能在購買模式中取得。

### 電影與文藝
更新使用電腦寫小說的系統，能夠讓玩家選擇小說封面、主題和情節。玩家現在可以選擇多種類型的書本來閱讀，而非以往一般的普通閱讀，市民也可分享他們所讀的書，電視也新增許多類型的電影。

### 健身
除了健身運動、游泳或做瑜珈，市民現在可以去慢跑、喝蛋白質奶昔和使用訓練單車。此外運動服也新增更多的款式選擇，而不只是汗衫。

### 遊戲
多樣的數位遊戲現在可以購買，用在個人電腦或遊戲器上來玩，遊戲種類全都是美商藝電市面上的遊戲，有《Spore》、《我的模擬市民》、《FIFA 08》、《模擬市民3》和《終極動員令3：泰伯倫戰爭》。其他遊戲像是撞球或下棋都可以提昇遊戲興趣的熱衷度。

### 音樂與舞蹈
市民可以拉小提琴和節奏合成器，也可在芭蕾扶手跳芭蕾舞蹈，另外市民還能夠參加跳舞競賽。全新收錄製的音樂作曲有Natasha Bedingfield、They Might Be Giants和Datarock。

### 自然
熱愛自然的市民會栽種園藝、走去登山、收集昆蟲和賞鳥的全新互動，玩家可以觀看市民的昆蟲收集盒。另外也可藉由清潔技能來增加熱衷度。

### 科學
科學興趣包括研究螞蟻窩和增加望遠鏡的互動，市民現在可以選擇搜尋行星、星座和搜尋飛碟，也可選擇招喚外星人，當成人使用這項指令，有機會被外星人綁架，且不管性別都會懷孕生下外星寶寶。

### 運動
市民可以玩一對一罰球射門、向籃球框投籃球和擲美式足球，或者和朋友玩接球來增加運動的興趣指數。不過市民無法作完整的足球或籃球比賽。

### 修補
修補興趣提供市民去修補家內多樣的電器設備，或者維修廢棄車來賣賺取獲利。另外也有新的遙控車、直升機和火車模型組合來提升興趣。

## 遊戲特色

### NPC老化
當小人長大，他的朋友將不會被拋在後頭。玩家可以選擇三個小人的朋友和小人一起長大，你也可以操控任何一個NPC的年紀。

### 職業
《玩耍時光》新增五個全新的職業和獎勵物件。
| 職業                          | 獎勵                             | 功能           |
| ----------------------------- | -------------------------------- | -------------- |
| 娛樂業（entertainers）        | 「星礦」個人名望星               |                |
| 舞蹈業（dancers）             | 豪華連接有限公司「基本扶手」     | 娛樂1          |
| 情資業（Intelligence Agents） | 小摩爾股份有限公司「音頻擴大機」 |                |
| 建築業（architects）          | 快準草稿「模擬市民系列製圖桌」   | 娛樂5 +創造力  |
| 水產科技業（Oceanographers）  | 模擬生命「愜意鯉池塘」           | 環境10、娛樂10 |

### 物件和服裝
《玩耍時光》新增新的物件項目，包刮籃球架、陶器輪、幼童活動桌、模型組合等。遊戲也增加許多興趣相關服裝，例如一個熱愛烹飪的小人，可以買件有圍裙的洋裝。

## 小插曲
- 曾有流言称这部资料片是模拟人生2系列最后一个资料片。事實上，製作人員曾在主程式開發時透露了他們將會為模擬市民2製作七個資料片[1]，而本資料片正正為模擬市民2的第七個資料片。

- 在《模擬市民2：玩耍時光》資料片中，每個家庭都會收到一份電腦禮物，當模擬市民在該台電腦上玩遊戲時，其中在「玩模擬市民3」的選項中可以見到後作的影子。

## 外部連結
- 模擬市民2：玩耍時光官方網站（美國） （英文）
- 模擬市民2：玩耍時光官方網站（台灣） （页面存档备份，存于） （繁體中文）